# 4월 6일
4월 6일은 그레고리력으로 96번째(윤년일 경우 97번째) 날에 해당한다.

## 사건
- 기원전 46년 - 율리우스 카이사르가 탑수스 전투에서 카이킬리우스 메텔루스와 카토를 물리치다.
- 402년 - 스틸리코가 폴렌티아 전투(Battle of Pollentia)에서 알라리크 1세를 저지하다.
- 1199년 - 잉글랜드 왕국의 국왕 리처드 1세가 어깨에서 화살(석궁)을 제거한 후 감염으로 사망하다.
- 1250년 - 제7차 십자군 원정 중 파리스크르 전투에서 성왕 루이 9세가 아이유브 제국군에게 패배해 포로가 되다.
- 1820년 - 미주리 타협이 통과되다.
- 1895년 - 오스카 와일드가 런던에서 동성연애 혐의로 체포되다.
- 1917년 - 영국으로 향하던 미국국적의 상선이 독일 제국 잠수함에 격침되었다는 이유로 미국이 독일에 선전 포고하다.(제1차 세계대전)
- 1930년 - 소금 행진이 끝났다.
- 1994년 - 르완다 집단 학살 시작되다.
- 2009년 - 이탈리아 중부 아브루초주 라퀼라 인근에서 리히터 규모 약 6에 해당하는 지진이 발생하여 최소 150명 이상이 사망하였다.

## 문화
- 1830년 - 조지프 스미스 2세, 올리버 카우드리, 데이비드 휘트머가 공식적으로 예수그리스도 후기성도 교회를 세우다.
- 1894년 - 캐나다 출신 미국 선교사 윌리엄 제임스 홀(William James Hall)에 의해 광성고등학교가 평양에서 개교하다.
- 1896년 - 최초의 근대 올림픽이 아테네에서 열리다.
- 1996년 - 메이저 리그 사커 출범
- 2005년 - 천주교 대전교구 제4대 교구장에 유흥식 주교가 착좌했다.
- 2007년 - EBS english 개국.
- 2013년 - 리그오브레전드의 프로게이머 페이커가 데뷔를 하였다.
- 2025년 - CGV 청주율량이 폐점하였다.

## 탄생
- 1483년 - 이탈리아의 화가 라파엘로 산치오. (~1520년)
- 1888년 - 독일의 화가, 영화 감독 한스 리허터. (~1976년)
- 1904년 - 독일의 정치인 쿠르트 게오르크 키징거. (~1988년)
- 1912년 - 대한민국의 승려 성철. (~1993년)
- 1919년 - 대한민국의 정치인 박용기. (~1999년)
- 1924년 - 이탈리아의 기자, 정치인 에우제니오 스칼파리. (~2022년)
- 1926년 - 대한민국의 군인 출신 행정가, 정치인 홍성철. (~2004년)
- 1928년 - 미국의 생물학자 제임스 D. 왓슨.
- 1929년 - 그리스의 제4대 대통령 흐리스토스 사르체타키스. (~2022년)
- 1930년 - 독일의 지휘자, 피아니스트 앙드레 프레빈. (~2019년)
- 1932년 - 대한민국의 헌법학자, 정치인 갈봉근. (~2002년)
- 1933년 - 일본의 성우 무라마츠 야스오. (~2024년)
- 1934년 - 네덜란드의 유도 선수 안톤 헤싱크. (~2010년)
- 1935년 - 스페인의 축구 선수 루이스 델 솔. (~2021년)
- 1936년
  - 대한민국의 시인 신경림. (~2024년)
  - 대한민국의 영화배우 트위스트 김. (~2007년)
  - 독일의 물리학자  페터 풀데. (~2024년)
- 1937년
  - 미국의 가수 멀 해거드. (~2016년)
  - 미국의 배우 빌리 디 윌리엄스.
- 1940년 - 대한민국의 영화 감독 이원세. (~2023년)
- 1942년 - 미국의 영화 감독 배리 레빈슨.
- 1948년 - 프랑스의 영화 감독 필리프 가렐.
- 1956년 - 대한민국의 언론인, 정치인 박선영.
- 1957년 - 대한민국의 연쇄살인자 온보현. (~1995년)
- 1960년
  - 대한민국의 배우 김규철.
  - 대한민국의 만화가 김진.
- 1963년 - 압하지야의 정치인 아슬란 브자니야.
- 1965년 - 대한민국의 법학자 조국.
- 1966년
  - 대한민국의 전 야구 선수, 현 야구 코치 이종운.
  - 대한민국의 영화감독 강영만.
- 1967년 - 일본의 극작가 겸 영화 감독 쿠마자와 나오토.
- 1969년
  - 대한민국의 배우 김원해.
  - 미국의 배우 폴 러드.
- 1971년
  - 대한민국의 작곡가 히치하이커.
  - 스웨덴의 축구 심판 마르틴 한손.
- 1973년 - 일본의 배우 미야자와 리에.
- 1974년
  - 대한민국의 기자, 앵커 정윤섭.
  - 크로아티아의 축구 선수 로베르트 코바치.
- 1976년
  - 일본의 작가 오토타케 히로타다.
  - 미국의 배우 캔디스 캐머런.
- 1978년 - 대한민국의 래퍼 천명훈 (하모하모, NRG).
- 1979년 - 대한민국의 래퍼 H-유진.
- 1980년 - 대한민국의 성우 한미리.
- 1982년
  - 대한민국의 뮤지컬 배우 홍광호.
  - 대한민국의 쇼트트랙 선수 이승재.
  - 대한민국의 가수 김우경.
- 1983년
  - 대한민국의 가수 무웅 (배치기).
  - 대한민국의 리그 오브 레전드 프로게이머 손대영.
  - 일본의 축구인 나가타 미쓰루.
- 1984년
  - 대한민국의 방송 기자 이정민.
  - 대한민국의 만화가 양찬호.
- 1985년
  - 대한민국의 희극인 장윤석.
  - 대한민국의 야구 선수 박건우.
- 1986년
  - 대한민국의 가수 현석.
  - 일본의 음악가 CosMo.
- 1987년 - 대한민국의 야구 선수 나승현.
- 1988년
  - 일본의 전 스모 선수 이대원.
  - 잉글랜드의 전 축구 선수 파브리스 무암바.
- 1989년 - 네덜란드의 축구 선수 셰일라 판 덴 뷜크.
- 1990년
  - 대한민국의 모델, 배우 서예지.
  - 대한민국의 희극인 심문규.
  - 대한민국의 야구 선수 김건우.
  - 미국의 배우 카일 스완.
- 1991년
  - 독일의 축구 선수 알렉산드라 포프.
  - 대한민국의 성우 김다올.
- 1992년
  - 대한민국의 가수 허찬미.
  - 대한민국의 가수 켄 (빅스).
  - 대한민국의 축구 선수 구자룡.
  - 일본의 방송인 오오기 히토시.
  - 대한민국의 배우 이유진.
  - 대한민국의 가수 임지안.
- 1993년
  - 대한민국의 가수 유나 (브레이브걸스).
  - 대한민국의 가수 EB.
- 1994년
  - 대한민국의 가수 성리 (레인즈).
  - 대한민국의 전 야구 선수 조지훈.
- 1995년
  - 일본의 가수, 배우 모리모토 류타로 (Hey! Say! JUMP).
  - 대한민국의 래퍼 윤훼이.
- 1996년
  - 대한민국의 가수, 작곡가 주니.
  - 미국의 육상 선수 셸비 매큐언.
- 1997년
  - 대한민국의 가수 민규 (세븐틴)
  - 대한민국의 만화가, 곤충학자 갈로아.
- 1998년
  - 미국의 배우 페이턴 리스트.
  - 대한민국의 축구 선수 안찬기.
  - 일본의 아이돌 가쓰다 리나.
- 1999년 - 대한민국의 래퍼 김농밀.
- 2000년
  - 미국의 배우 CJ 애덤스.
  - 대한민국의 야구 선수 원태인.
- 2001년 - 미국의 가수, 작곡가 마틴.
- 2011년 - 대한민국의 가수 주하. (버비)
- 2012년 - 대한민국의 가수, 배우 이지원.

## 사망
- 1199년 - 잉글랜드 플랜태저넷 왕가의 2번째 군주 리처드 1세. (1157년~)
- 1520년 - 이탈리아 화가 라파엘로. (1483년~)
- 1528년 - 독일의 화가, 판화가, 조각가 알브레히트 뒤러. (1471년~)
- 1829년 - 노르웨이의 수학자 닐스 헨리크 아벨. (1802년~)
- 1971년 - 러시아의 작곡가 이고르 스트라빈스키. (1882년~)
- 1977년 - 일본의 정치인 기도 고이치. (1889년~)
- 1992년 - 구 소련 태생 미국의 소설가 아이작 아시모프. (1920년~)
- 1998년 - 미국의 컨트리 가수 태미 와이넷. (1942년~)
- 2008년 - 대한민국의 화가 전성우. (1934년~)
- 2005년 - 모나코의 군주 레니에 3세. (1923년~)
- 2016년
  - 대한민국의 변호사 김창국. (1940년~)
  - 대한민국의 배우 김진구. (1945년~)
  - 미국의 가수 멀 해거드. (1937년~)
- 2017년 - 미국의 영화배우, 희극인 돈 리클스. (1926년~)
- 2018년 - 벨라루스의 역도 선수 알렉산드르 쿠를로비치. (1961년~)
- 2019년 - 미국의 물리학자 데이비드 사울레스. (1934년~)
- 2020년
  - 미국의 영화배우, 사업가 제임스 드러리. (1934년~)
  - 미국의 야구 선수 알 칼라인. (1934년~)
  - 세르비아의 축구 선수 라도미르 안티치. (1948년~)
- 2021년
  - 대한민국의 디자이너 권명광. (1942년~)
  - 스위스의 로마 가톨릭 성직자 한스 큉. (1928년~)
- 2022년
  - 러시아의 정치인 블라디미르 지리놉스키. (1946년~)
  - 체코슬로바키아의 피겨 스케이팅 선수 카롤 디빈. (1936년~)
- 2023년 - 일본의 작가 도미오카 다에코. (1935년~)
- 2024년 - 대한민국의 군인 유종철. (1950년~)
- 2025년
  - 미국의 드럼연주자 클렘 버크. (1954년~)
  - 미국의 천문학자 제러마이아 P. 오스트라이커. (1937년~)
  - 미국의 영화배우 제이 노스. (1951년~)
  - 태국의 가수 퐁시 워라눗. (1938년~)

## 기념일
- 짜끄리 왕조 개국 기념일(Chakri Day): 태국

## 같이 보기
- 전날: 4월 5일 다음날: 4월 7일 - 전달: 3월 6일 다음달: 5월 6일
- 음력: 4월 6일
- 모두 보기